# Alain IV. de Coëtivy

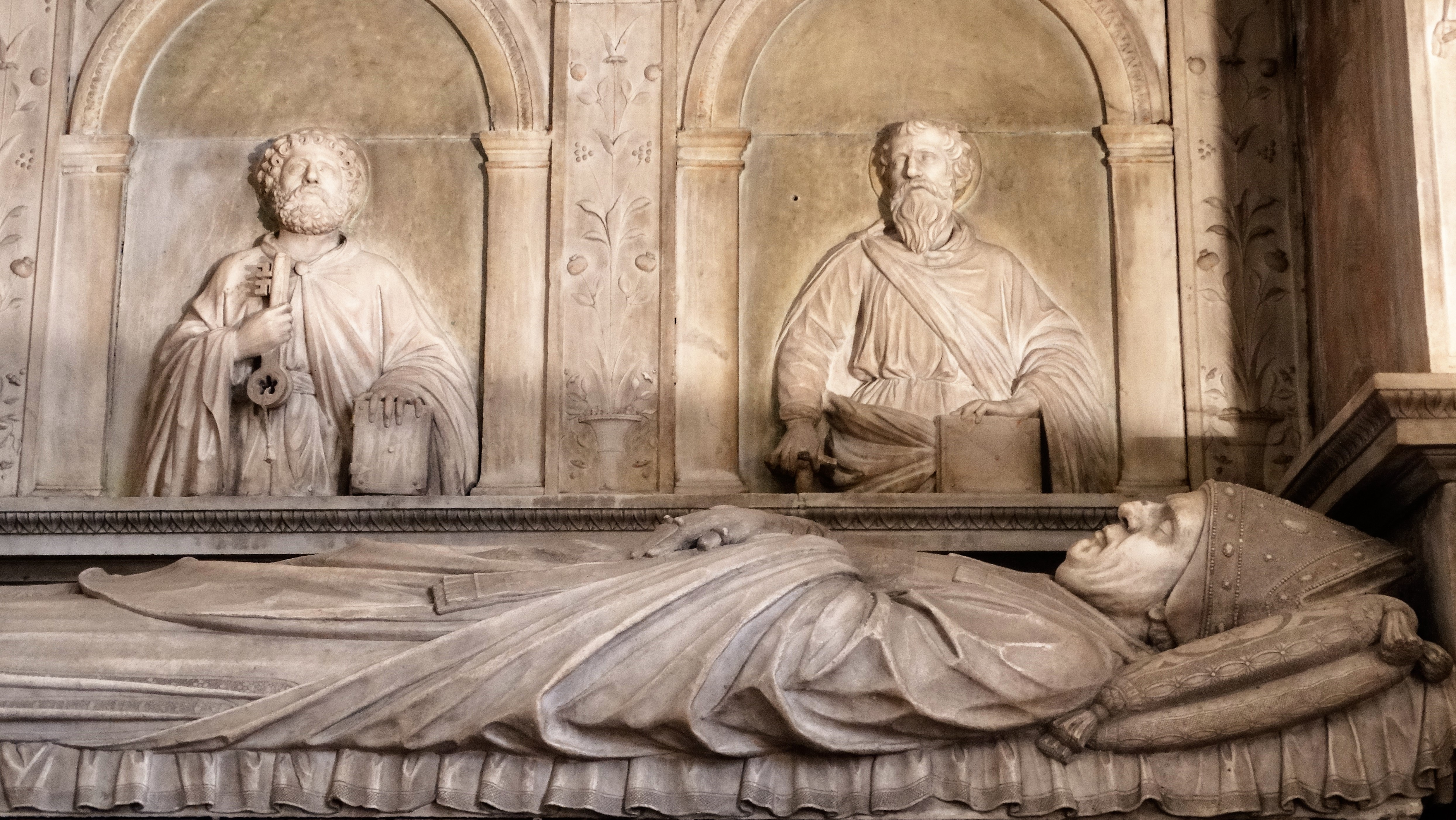
Grabmal des Kardinals Alain de Coëtivy in Santa Prassede, geschaffen von Andrea Bregno, um 1475

Alain (IV.) de Coëtivy (* 18. August 1407 im Manoir de Coat-Lestrémeur in Plounéventer im Pays de Léon; † 3. Mai 1474 in Rom), Mitglied der Familie Coëtivy, war ein Prälat aus dem bretonischen Adel. Er war Bischof von Avignon, Administrator von Uzès, Nîmes, Dol und Saintes, Kardinalpriester von Santa Prassede, dann Kardinalbischof von Palestrina und Kardinalbischof von Sabina. Er wird auch als „Kardinal von Avignon“ bezeichnet.

## Familie
Alain IV. de Coëtivy ist der Sohn von Alain III. de Coëtivy (um 1370–1425), Kommandant der Truppen des Connétable de Richemont, und Catherine du Chastel, Schwester von Tanneguy III. du Chastel.
Er ist der Bruder von:
- Prigent VII. de Coëtivy (1399–1450), Comte de Taillebourg, Admiral von Frankreich
- Olivier de Coëtivy (1418–1480), Seneschall von Guyenne

## Karriere
Alain de Coëtivy verdankt seine Karriere dem Einfluss seines Onkels Tanneguy du Chastels, der Gunst des Königs Karl VII., sowie des Papstes Nikolaus V. und dessen Nachfolgern, und nutzte seinen Einfluss, um Vergünstigungen für seine Familie, insbesondere seine beiden Brüder zu erreichen.
Er war Propst von Saint-Martin de Tours und Propst in Toulouse. Im Juli 1436 wurde er Kanoniker im Domkapitel von Saint-Pol-de-Léon und trat noch im gleichen Jahr zurück. Ebenfalls 1436 begleitete er die königliche Gesandtschaft zum Konzil von Basel.
Am 30. Oktober 1437 wurde er zum Bischof von Avignon gewählt; er übte dieses Episkopat bis zu seinem Tod aus (über seine Bischofsweihe liegen keine Informationen vor), hielt 1456 und 1457 jeweils eine Synode ab, und ist für den Neubau des Petit Palais, des bischöflichen und ab 1475 erzbischöflichen Palastes von Avignon verantwortlich. Im gleichen Jahr ernannte Karl VII. ihn zum Président clerc der Chambre des comptes (das Amt war einem Bischof vorbehalten) als Nachfolger von Guillaume de Champeaux, dem Bischof von Laon.
Zwar gelang es ihm nicht, den König zur Rücknahme der Pragmatischen Sanktion von Bourges vom 7. Juli 1438 zu bewegen, vertrat ihn aber andererseits 1441 beim Konzil von Florenz und 1442 bemühte er sich um die Abspaltung eines eigenen Konzils für Frankreich. Vom 2. Oktober 1442 bis zum Juni 1445 war er Administrator von Uzès.
Auf dem Konsistorium vom 20. Dezember 1448 wurde er von Papst Nikolaus V. zum Kardinalpriester erhoben. Am 3. Januar 1449 erhielt er die Titelkirche Santa Prassede zugewiesen, den Kardinalshut am 30. Januar 1449. Er nahm am geheimen Konsistorium vom 27. Oktober 1451 teil.
Am 5. November 1453 wurde er für ein Jahr Kämmerer des Heiligen Kardinalskollegiums. Vom 1. April 1454 bis zum 19. November 1460 war er Generaladministrator von Nîmes und tauschte dann diese Pfründe gegen die Abtei Saint-Jean-Baptiste in Saint-Jean-d’Angély. Er nahm am Konklave von 1455 (4.–8. April) teil, bei dem er die Kandidatur Bessarions bekämpfte, und das dann Calixtus III. zum Papst wählte. Er hatte dessen Vorgänger Nikolaus V. darum gebeten, die Kirche Saint-Andrea-de-Mortariis der „Nation der Bretonen“ zu überlassen, was Papst Calixtus III. 1456 genehmigte: auf ihn geht somit die Gründung der Pfarrei Saint-Yves-des-Bretons in Rom zurück, die sich dem Patrozinium des Heiligen Yves unterstellte.
Am 8. September 1455 wurde er zum Päpstlichen Legaten a latere für den Kreuzzug gegen die Osmanen ernannt (sie hatten im April/Mai 1453 Konstantinopel erobert) – er verließ Rom am 17. September 1455 Richtung Avignon und Paris und kehrte am 6. Mai 1458 nach Rom zurück – konnte aber den Widerstand Karls VII. gegen die am 29. Juni 1455 verkündet „Türkenbulle“ nicht ausräumen, obwohl bereits 24 Galeeren in Marseille für den Kreuzzug bereitstanden.
Während seines Frankreichaufenthalts war er auch Legat für die Exhumierung und Untersuchung des Körpers von Vinzenz Ferrer (der in der Kathedrale von Vannes bestattet worden war) am 2. Juni 1456, dessen Heiligsprechung Calixtus III. betrieb. Am 18. Juni 1456 wurde er Administrator von Dol, übertrug das Tätigkeit aber Ambroise de Cambrai, blieb also nur Kommandatar, und trat am 7. Januar 1460 zurück; 1462 wurde er ein zweites Mal ernannt, diesmal übte er das Amt bis Anfang 1474, bis kurz vor seinem Tod, aus. Ebenfalls 1456 ernannte ihn Papst Calixtus III. zum Kardinalprotektor des Dominikanerordens.
Als päpstlicher Legat in Frankreich nahm er 1458 am Provinzkonzil von Avignon teil, das von Kardinal Pierre de Foix, Legat in Avignon und Bischof von Albano, geleitet wurde, und auf dem die Teilnehmer das Dekret des Konzils von Basel unterzeichneten, in dem die Unbefleckte Empfängnis der Jungfrau Maria erklärt wurde.
Im August 1458 bemühte er sich als Vermittler im Konflikt zwischen Karl VII. und dem Dauphin – nahm aber im gleichen Monat am Konklave von 1458 (14.–19. August) teil, das Pius II. wählte. Er wurde nun Mitglied der Kommission der Kardinäle zur Aufrechterhaltung der Ordnung in Rom. Am 22. Januar 1459 verließ er mit dem neuen Papst Pius II. Rom, um am Kongress von Mantua teilzunehmen. König Karl VII. konfiszierte seine Pfründe in den Diözesen Uzès und Carcassonne sowie die Abtei Saint-Jean d’Angély, die er in commendam hatte.
Vom 7. Januar 1461 bis zum 8. April 1462 war er Administrator von Saintes. Er war im April 1462 in Rom, um die Ankunft des Schädels des Apostels Andreas zu feiern, und schmückte seinen Palast für diesen Anlass.
Er nahm am Konklave von 1464 (28.–30. August) teil, das Paul II. wählte. Am 7. Juni 1465 optierte er für das Amt des Kardinalbischofs von Palestrina, am 3. Januar 1466 wurde er in das Amt eingeführt, auf ihn ist die Restaurierung der Kathedrale von Palestrina zurückzuführen. Er wurde 1468 auch Kommendatarabt der Abtei Saint-Sauveur in Redon (Rücktritt am 20. Juli 1474), sowie im selben Jahr Kommendatarpropst der Abtei Saint-Martin de Vertou. Angeblich wurde er im April 1469 zum Kardinalprotopriester ernannt.
Am Konklave von 1471 (6.–9. August), das Sixtus IV. wählte, konnte er nicht teilnehmen, da er erst am 20. Oktober 1472 aus Frankreich nach Rom zurückkehrte. Am 11. Dezember 1472 optierte er als Kardinalbischof von Sabina.
Zudem war er Kommendatarprior von Saint-Sauveur de Béré, von La Franceullo, von Abbaye-sous-Dol, von Saint-Nicolas de Prigny, von Courans und von Saint-Georges de Montaigu.
Alain de Coëtivy starb am 3. Mai 1474 in Rom. Begraben wurde er in einem Grab mit einer Statue aus weißem Marmor in der Kirche Santa Prassede in Rom. Sein Kenotaph befindet sich in der Stiftskirche Notre-Dame du Folgoët in Le Folgoët, wo er einen Kalvarienberg errichten ließ, zu dessen Füßen sein (zerbrochenes) Bildnis steht.